# Hieronim Janusz Sanguszko
Hieronim Janusz Sanguszko (Kolbuszowa, 4 marzo 1743 – Slavuta, 4 settembre 1812) è stato un nobile e generale polacco.

## Biografia
Era il figlio del Gran Maresciallo di Lituania Paweł Karol Sanguszko, e della sua terza moglie, Barbara Urszula Dunin. 

## Carriera
Durante il Sejm del 1764 rappresentò il voivodato di Kiev e firmò l'atto di elezione di Stanislao Augusto Poniatowski. Nel 1775 ricevette la carica di ultimo governatore di Volyn. Nello stesso anno divenne proprietario della città di Dobrovlyany, nella regione di Vilnius.
Generale dell'esercito polacco e russo, è stato membro del Consiglio permanente sotto il re Stanislao Augusto ed era contrario alla nuova costituzione, adottata il 3 maggio 1791. Nel 1792 divenne membro della Confederazione di Targowica. Fu membro del Sejm della Galizia. Il 9 giugno 1785 ricevette il titolo di Principe dell'Impero austriaco.

## Matrimoni

### Primo Matrimonio
Sposò, il 2 febbraio 1767 a Radzyń Podlaski, Ursula Cecilia Potocka (1747-1772), figlia di Eustachy Potocki. Ebbero tre figli:
- Eustachy Erazm Sanguszko (1768-1844);
- Maria Sanguszka, sposò in prime nozze Stanisław Mokronowski e in seconde nozze Benedict Zielonka;
- Dorota Sanguszka (?-1829), sposò Karol Sangushko.

### Secondo Matrimonio
Nel febbraio 1772 sposò Anna Theophile Sapieha (1758-1813), figlia del principe Aleksander Michał Sapieha. Nel 1778, la coppia divorziò senza aver avuto figli.

### Terzo Matrimonio
Nel 1779 sposò Anna Prushinska. Ebbero una figlia:
- Tekla Sanguszka (?-1870), sposò Włodzimierz Potocki

## Morte
Morì a Slavuta nel 1812 a causa di un ictus e fu sepolto nella chiesa da lui stesso fondata nella città di Białogródka.